# Кочович, Боголюб
Боголюб Кочович (серб. Bogoljub Kočović; 1920—2013) — сербский статистик, юрист, экономист и политический эмигрант.

## Биография
Родился в 1920 году в Сараево, до закрытия Белградского университета оккупационным силами был студентом юридического факультета. Благодаря связям матери — француженки до окончания Второй мировой войны добрался до Парижа, где получил политическое убежище. Получил степень доктора юридических наук в Университете Сарбонны. В 1951 году вместе с женой-француженкой эмигрировал в Канаду, в сентябре 1953-го переехал в США. Получил степень магистра экономики в Чикагском университете. Вернулся в Париж в 1963 году. Наряду с Владимиром Жерьявичем опубликовал серию работ по подсчёту потерь Югославии во Второй мировой войне. Среди трудов Кочовича выделяют книги: «Жертвы Второй мировой войны в Югославии» (увидела свет в Лондоне в 1985, произведя большой фурор) и «Наука, национализм и пропаганда» (в данной работе Кочович в том числе критикует оценки потерь у других исследователей).
По данным Боголюба Кочовича (1 млн. 14 тыс. человек) реальные потери Югославии во Второй мировой войне следующие: 487 тыс. сербов, 207 тыс. хорватов, 32 тыс. словенцев, 50 тыс. черногорцев, 7 тыс. македонцев, 86 тыс. мусульман, 5 тыс. венгров, 6 тыс. албанцев, 60 тыс. евреев, 27 тыс. цыган, 26 тыс. немцев, 21 тыс. прочих. Оценка же демографических потерь по Боголюбу Кочовичу — 1 млн 925 тысяч человек, что выше де-факто демографических потерь в 1млн 706 тысяч человек, которые считались в Югославии оценкой реальных потерь. Кочович также допускал погрешность оценки демографических потерь в 250 тысяч человек.
Американский историк Йозо Томашевич — автор книги «Война и революция в Югославии 1941—1945. Оккупация и коллаборация», получивший премию за выдающийся вклад в славяноведение, следующим образом отозвался о книге Кочовича «Жертвы Второй мировой войны в Югославии»: «Все, заинтересованные в правде о потерях населения во время войны остаются в долгу у него за эту работу».